# デーン人
デーン人（デーンじん、丁: Daner）は、現在のデンマークおよびスウェーデンのスコーネ地方に居住した北方系ゲルマン人（ノルマン人）の一派である。現在のデンマーク人の祖先にあたる。ヴァイキング時代にイングランドおよび西ヨーロッパ一帯に侵攻した。

## 歴史
ゲルマン民族移動の時代に、スカンジナビア半島から到来し、ユトランド半島まで進出した。それまでの先住民である西方系ゲルマン人のアングル人、サクソン人、ジュート人を圧倒し彼らのブリテン島移住の誘因を作った。
9世紀に入って、ヴァイキングとして西ヨーロッパ一帯に海賊活動を始めた。七王国時代のイングランドに侵攻し次々と国を滅ぼした。
七王国の一つウェセックス王のアルフレッド（アルフレッド大王）は、878年にデーン人に勝利し、ウェドモーアの和議を結び、ブリテン島東岸のデーンロウと称する地域を限定して定住地として認めた。
10世紀にハーラル1世がキリスト教に改宗し、デンマーク王国としてデーン人を包括した統一国家の始まりとなる。（デンマークの歴史#中世）
1013年、デンマーク王のスヴェン王がイングランド王を追い出し、自身が王となる。1016年、スヴェンの子カヌート大王がイングランド王に即位。後にデンマーク王、ノルウェー王にも即位し、デーン人による北海帝国を築き上げた。カヌート大王の死後、帝国は崩壊した。
中世までのデーン人の国家は、たとえ異民族であっても、デンマーク王に従属し統率下に入ればデーン人と呼ばれ、そのような人々が一種の政治的な共同体を形作っていた。
近代に入ると、国民国家の成立と共にデンマークのナショナリズム・民族意識が高まり、今日のような「デンマーク人」としての国家となった。